# Spiere-Helkijn
Spiere-Helkijn (francès Espierres-Helchin) és un municipi belga de la província de Flandes Occidental a la regió de Flandes. Es troba entre Kortrijk i Tournai, i és un dels municipis amb facilitats lingüístiques.

## Seccions
| #  | Nom     | Extensió | Població (2006) |
| -- | ------- | -------- | --------------- |
| I  | Spiere  | 5,98     | 1.162           |
| II | Helkijn | 4,79     | 867             |

Font: http://www.spiere-helkijn.be/

## Situació

Mapa de Spiere-Helkijn

| - a. Kooigem (Kortrijk) - b. Sint-Denijs (Zwevegem) - c. Bossuit (Avelgem) - d. Pottes (Celles) - e. Hérinnes (Pecq) - f. Warcoing (Pecq) - g. Saint-Léger (Estaimpuis) - h. Dottenijs (Moeskroen) |